# Právní kniha
Právní kniha je označení pro soukromou sbírku práva, která oproti zákoníku není schválena oficiální autoritou a nemá tedy sama o sobě právní závaznost. Právní knihy vznikaly především ve středověku a raném novověku, v době kdy ke kodifikaci zvykového práva ve většině států teprve docházelo a proto si některé z nich přes svou nezávaznost získaly značnou neformální autoritu.
Mezi známé příklady právních knih patří Saské zrcadlo a Švábské zrcadlo ze 13. století nebo Tripartitum pro uherské zvykové právo z 16. století. Nejstarší taková kniha v češtině je nazývána Rožmberská, ze 14. století pochází Kniha písaře Jana zaměřená na městské právo platné v Brně, dále jsou dochovány další dvě knihy z Moravy Kniha tovačovská z 15. a Kniha drnovská z 16. století. V Lužici vznikla Kniha zhořelecká (Goerlitzer Rechtsbuch). Ve Slezsku byla koncem 14. století sepsána právní kniha Blume des Sachsenspiegels. Ze začátku novověku existují právní knihy, které byly připravovány již jako kodifikace, ale nakonec kvůli odporu dotčených nebyly potvrzeny, to například postihlo dílo Viktorina Kornela ze Všehrd Knihy devatery pro zemské právo a pro právo městské před Koldínem připravil návrh kodifikace např. Brikcí z Licka (Práva městská).